# هربرت تسيمرمان
هربرت تسيمرمان (بالألمانية: Herbert Zimmermann)‏ (و. 1917 – 1966 م) هو مراسل صحفي، وصحفي ألماني، ولد في آلسدورف، توفي في باسوم، عن عمر يناهز 49 عاماً، بسبب حادث مرور.

## الخدمة العسكرية
خدم في الجيش الألماني.

## جوائز
حصل على جوائز منها:
- وسام الفارس الصليبي الحديدي.

## وصلات خارجية
- هربرت تسيمرمان على موقع IMDb (الإنجليزية)
- هربرت تسيمرمان على موقع ميوزك برينز (الإنجليزية)
- هربرت تسيمرمان على موقع ديسكوغز (الإنجليزية)
- هربرت تسيمرمان على موقع قاعدة بيانات الفيلم (الإنجليزية)

- هربرت تسيمرمان في قاعدة بيانات الأفلام على الإنترنت